# 福克蘭戰爭期間英國航空部隊

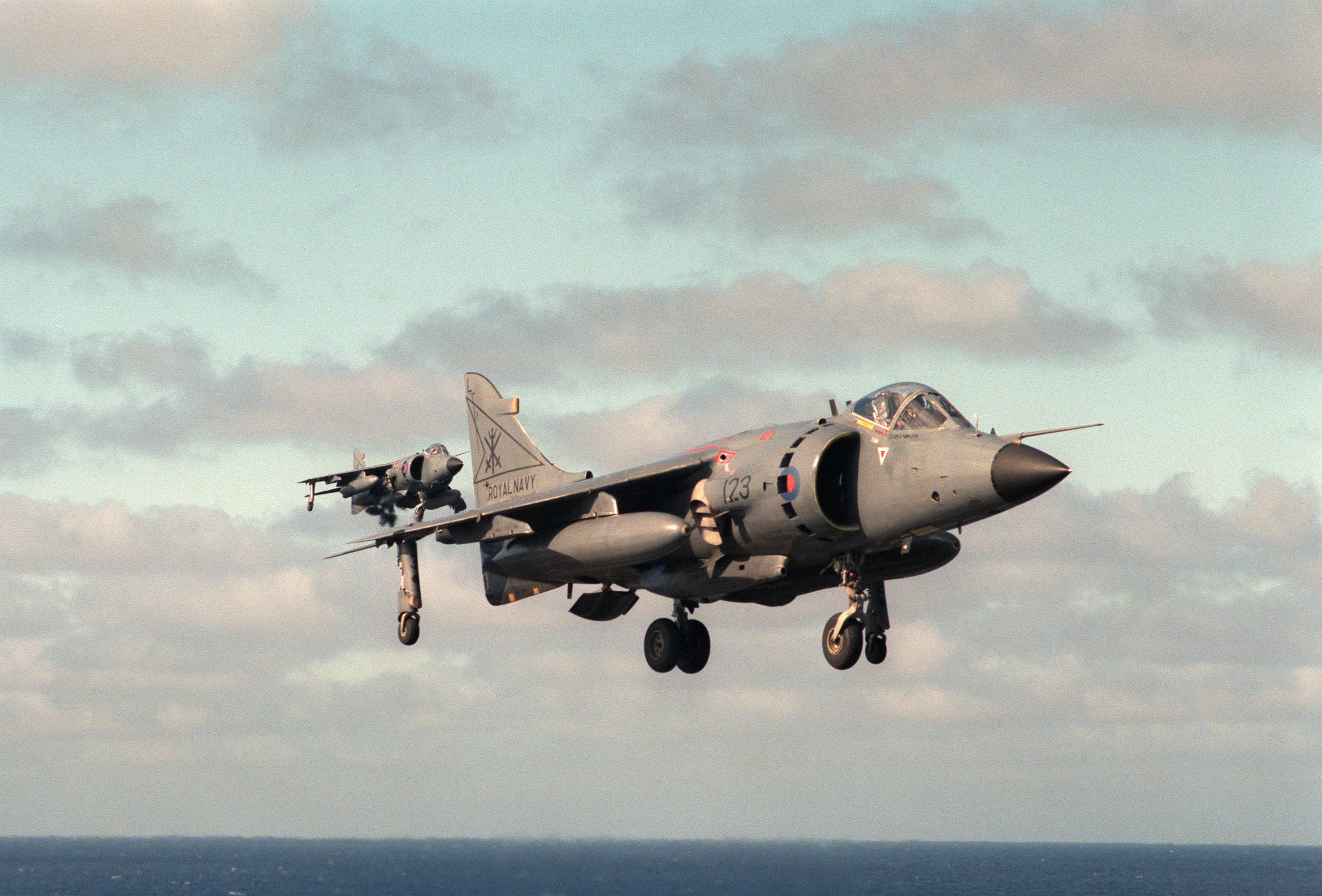
第800中隊1架低視度塗裝的海獵鷹FRS.1.

本條目介紹英軍各軍種航空部隊在福克蘭群島戰爭的編成和傷亡情況。粗體數目是戰爭中使用的飛機數量，括弧中的數目是損失的飛機數量。

## 部隊

### 英國陸軍航空兵（英语：Army Air Corps (United Kingdom)）
- 第656中隊（英语：No. 656 Squadron AAC） – (瞪羚AH.1直升機, 偵察兵AH.1直升機（英语：Westland Scout）) 6 (1), 6

### 英國皇家海軍陸戰隊
- 第3突擊旅航空中隊（英语：847 Naval Air Squadron） – (瞪羚AH.1直升機, 偵察兵AH.1直升機（英语：Westland Scout）) 9 (2), 6 (1)

### 英國皇家海軍艦隊航空隊

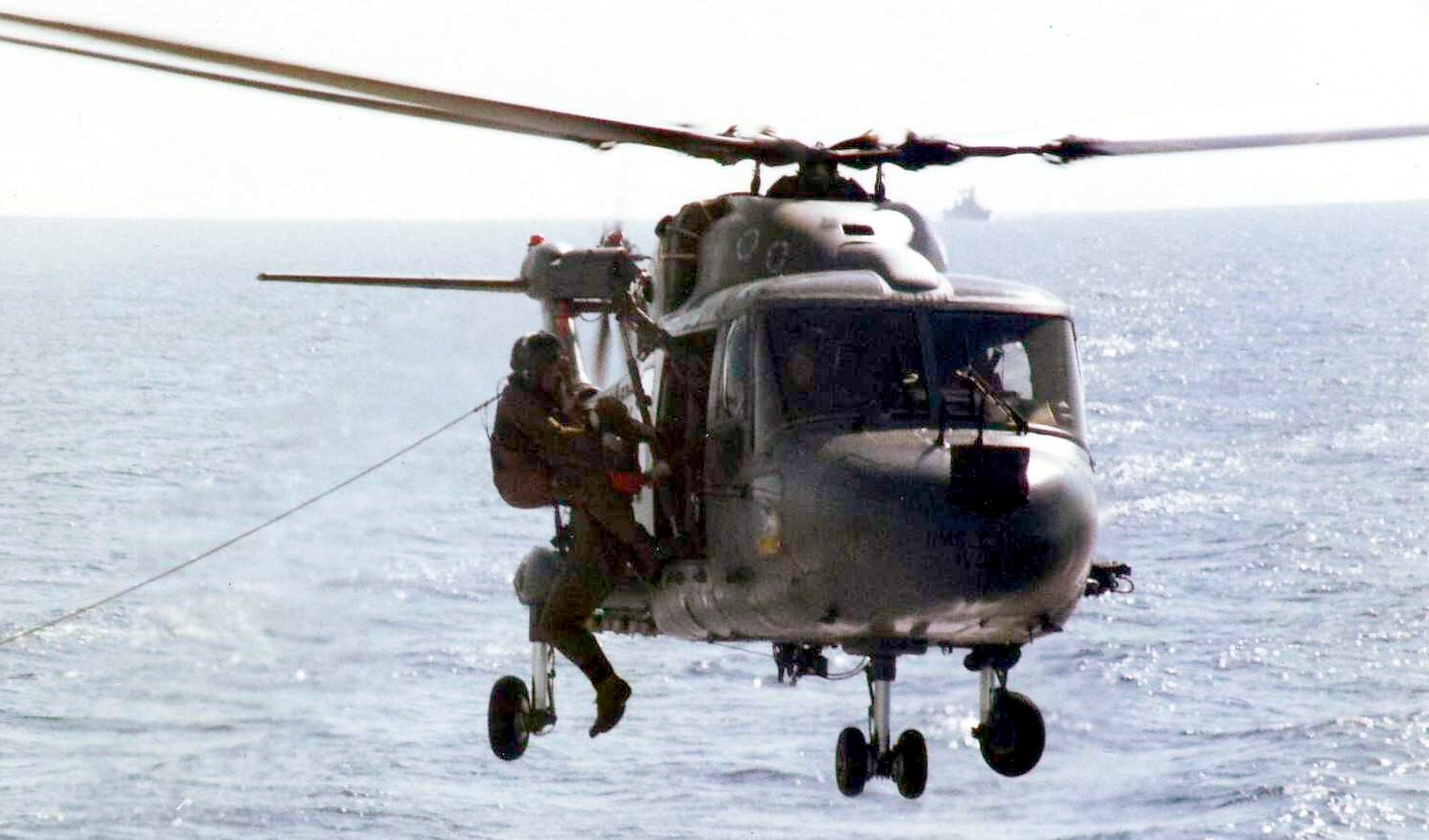
HMS卡迪夫號的韋斯特蘭山貓直升機.

| 中隊      | 飛機                   | 數目 | 損失 | 備注                                                                             |
| --------- | ---------------------- | ---- | ---- | -------------------------------------------------------------------------------- |
| 第737中隊 | 威塞克斯HAS.3直升機    | 2    | 1    | HMS安特里姆號 & HMS格拉摩根號                                                    |
| 第800中隊 | 海獵鷹FRS.1戰鬥攻擊機  | 12   | 2    | 競技神號航空母艦 (R12)                                                           |
| 第801中隊 | 海獵鷹FRS.1            | 8    | 4    | 無敵號航空母艦                                                                   |
| 第809中隊 | 海獵鷹FRS.1            | 8    |      | HMS競技神號 & HMS無敵號                                                          |
| 第815中隊 | 山貓HAS.2與HAS.3直升機 | 7/7  | 3    | 42型驅逐艦, 21型巡防艦與22型巡防艦                                               |
| 第820中隊 | 海王HAS.5反潛直升機    | 9    |      | HMS無敵號                                                                        |
| 第824中隊 | 海王HAS.2/2A反潛直升機 | 3/2  |      | RFA 羅莎莉堡壘號 & RFA奧爾梅達號                                                 |
| 第825中隊 | 海王HAS.2反潛直升機    | 10   |      | 大西洋公路號 & 伊莉莎白女王二號                                                  |
| 第826中隊 | 海王HAS.5反潛直升機    | 12   | 2    | HMS競技神號                                                                      |
| 第829中隊 | 黃蜂HAS.1直升機        | 9    |      | HMS堅忍號, HMS 布里斯托號, 12I型巡防艦 & 21型巡防艦                              |
| 第845中隊 | 威塞克斯HU.5直升機     | 15   | 2    | RFA春潮號, RFA潮池號, RFA奧斯汀堡壘號 & 聖卡洛斯灣                               |
| 第846中隊 | 海王HC.4反潛直升機     | 15   | 3    | HMS競技神號, 無懼級船塢登陸艦, 坎培拉號, 埃爾克號渡船 & 北國號汽車渡輪MV Norland |
| 第847中隊 | 威塞克斯HU.5直升機     | 24   |      | 大西洋公路號, RFA恩加丁號 & 聖卡洛斯灣                                           |
| 第848中隊 | 威塞克斯HU.5直升機     | 15   | 6    | RFA恩加丁號, RFA 奧倫號, 大西洋運送者號 & 天文學家號                             |

### 英國皇家空軍
所有四引擎飛機均由阿森松島皇家空軍基地出發飛行到福克蘭群島戰區。
- 第1中隊 – (獵鷹GR.3戰鬥機) 10 (4) (HMS競技神號 & 聖卡洛斯灣)
- 第18中隊（英语：No. 18 Squadron RAF） – (契努克HC.1直升機) 4 (3) +1架在阿森松島皇家空軍基地
- 第29中隊（英语：No. 29 Squadron RAF） – (F-4幽靈FGR.2) 3; 只部署在阿森松島皇家空軍基地
- 第39中隊（英语：No. 39 Squadron RAF） – (坎培拉PR.9轟炸機（英语：English Electric Canberra）) 2; 從智利秘密行動[4][5]
- 第42中隊（英语：No. 42 Squadron RAF） – (獵迷MR.2反潛巡邏機) 3
- 第44中隊（英语：No. 44 Squadron RAF） – (火神B.2轟炸機) 2
- 第47中隊（英语：No. 47 Squadron RAF） – (C-130 C.1) 3
- 第50中隊（英语：No. 50 Squadron RAF） – (火神B.2轟炸機) 1
- 第51中隊（英语：No. 51 Squadron RAF） – (獵迷R.1反潛巡邏機) 3
- 第55中隊（英语：No. 55 Squadron RAF） – (勝利者K.2空中加油機) 10
- 第57中隊（英语：No. 57 Squadron RAF） – (勝利者K.2空中加油機) 10
- 第70中隊（英语：No. 70 Squadron RAF） – (C-130 C.1) 3
- 第101中隊（英语：No. 101 Squadron RAF） – (火神B.2轟炸機) 1
- 第120中隊（英语：No. 120 Squadron RAF） – (獵迷MR.2反潛巡邏機) 3
- 第201中隊（英语：No. 201 Squadron RAF） – (獵迷MR.2反潛巡邏機) 3
- 第202中隊（英语：No. 202 Squadron RAF） – (海王HAR.3反潛直升機（英语：Westland Sea King） 1 只部署在阿森松島皇家空軍基地
- 第206中隊（英语：No. 206 Squadron RAF） – (獵迷MR.2反潛巡邏機) 4
- 第10中隊（英语：No. 10 Squadron RAF） - (VC10 C.1) 14

## 空戰
| 海獵鷹FRS.1 | 1,435架次, 擊落23架, 損失6架. |
| 獵鷹GR.3    | 126架次, 損失4架. |
| 火神B.2     | 5架次在黑公鹿作戰: 1, 5月3日和6月12日; 投擲了21枚1,000磅炸彈 – 5月31日和6月3日; 發射了4枚AGM-45百舌鳥飛彈. |
| 勝利者K.2   | 375 架次; 14架次為每架執行空襲任務的火神B.2進行空中加油, 12架次為每架獵迷反潛巡邏機延長航程, 6 架次為每架執行長程空降任務的C-130加油, 6 架次為飛行到中段集結的獵鷹GR.3加油, 3架次為飛往南喬治亞州的雷達偵察機加油. |
| 獵迷 MR.2   | 111 架次: 執行海上巡邏, 協調空中加油, SAR 連結. |
| C-130 C.1   | 50+架次執行空降任務到福克蘭群島, 600+架次執行空運物資到阿森松島. |

## 傷亡和飛機損失
- 人員損失:
  - 2名 陸軍航空兵[8]
  - 4名 第3突擊旅航空中隊
  - 17名 艦隊航空隊
- 乘員
  - 1名 皇家空軍[9]
  - 18名 第22特種空勤團[9]
  - 3名 皇家訊號軍團（英语：Royal Corps of Signals）[8][9]

- 在空中損失的軍機:,
  - 2架海獵鷹FRS.1 (5月4日古斯格林之戰（英语：Battle of Goose Green）期間遭到防空炮火擊落和6月1日對斯坦利港的攻擊期間被地對空飛彈擊落)[10]
  - 3架瞪羚AH.1直升機 [8][11]
  - 3架獵鷹GR.3 (5月21日在霍華德港被肩射型防空飛彈擊落, 5月27日在古斯格林上空被防空炮火擊落和5月30日在斯坦利港附近被地面火力擊落.)[10]
  - 1架偵察兵AH.1直升機 (5 月 28 日在古斯格林被擊落)[10]

- 戰區飛行事故
  - 2架威塞克斯HU.5直升機 (4月22日在惡劣天氣中墜毀在冰川)[10]
  - 2架海王HC.4反潛直升機[9] (4月23日一次系統事故中損失)[10]
  - 4架海獵鷹FRS.1 (5月6日2架屬第801中隊的海獵鷹FRS.1在特遣艦隊上空相撞 – 5 月 24 日1架第800中隊的海獵鷹FRS.1從HMS競技神號起飛時墜毀 – 5月29 日1架第801中隊海獵鷹FRS.1在惡劣天氣中滑下甲板)[10]
  - 2架海王HAS.5反潛直升機 (5月12日和5月17日迫降海上)[10]
  - 1架獵鷹GR.3 (6月8日降落事故)[10]
  - 1架偵察兵AH.1直升機 (主水平旋翼變速箱發生故障後在 MacPhee 池塘上墜毀.)[10]

- 在登艦時損失
  - 3架山貓HAS.2直升機 (5月21日登上HMS熱心號，5月25日登上HMS高雲地利號和大西洋運送者號)[10]
  - 3 架CH-47契努克HC.1直升機[12]
  - 6架威塞克斯HU.5直升機[12]
  - 1架威塞克斯HAS.3直升機 (當HMS格拉摩根號在 6 月 12 日被岸上發射的飛魚式反艦飛彈擊中時損失)[10]

- 在智利自毀
  - 1架海王HC.4反潛直升機 (在 5月 20 日)[10]

- 總計

10架固定翼飛機和25架直升機。

## 引用
1. ↑  Nott, John "The Falklands Campaign" United States Naval Institute Proceedings May 1983 p.122
2. ↑  .   [27 December 2014]. （原始内容存档于19 July 2015）.
3. ↑  .   [4 April 2007]. （原始内容存档于5 June 2013）.
4. ↑  .   [16 March 2009]. （原始内容存档于8 April 2009）.
5. ↑  .   [27 December 2014]. （原始内容存档于6 August 2011）.
6. ↑  .   [15 May 2007]. （原始内容存档于20 January 2011）.
7. ↑  "armed with four Shrikes for another attack against the Falklands." page 67 in Peter R. March: The Vulcan Story, 2006, Sutton Publishing/'Vulcan to the Sky' trust, ISBN 0-7509-4399-8
8. 1 2 3  1982 British Army Gazelle friendly fire incident: 瞪羚直升機 被友軍HMS卡迪夫號發射的海鏢飛彈誤擊. 機上四人全部遇難, 2名來自陸軍航空兵第656中隊及2名來皇家訊號軍團第205訊號中隊
9. 1 2 3 4   的存檔，存档日期5 June 2013. 5月20日在HMS無畏號和HMS競技神號之間作業的運輸直升機可能發生鳥擊事故
10. 1 2 3 4 5 6 7 8 9 10 11 12  Ethell, Jeffrey and Price, Alfred Air War South Atlantic Macmillan Publishing Company (1983) pp.248–251 ISBN 0-02-536300-X
11. ↑   的存檔，存档日期5 June 2013. (5月21日阿根廷軍隊使用輕武器在聖卡洛斯地區擊落2架瞪羚AH.1)
12. 1 2  5月25日登上大西洋運送者號